# Boustrapa
 (février 2024).
Si vous disposez d'ouvrages ou d'articles de référence ou si vous connaissez des sites web de qualité traitant du thème abordé ici, merci de compléter l'article en donnant les références utiles à sa vérifiabilité et en les liant à la section « Notes et références ».
Boustrapa est un sobriquet donné à l'empereur Napoléon III.
Ce sobriquet est formé des premières syllabes de BOUlogne, STRAsbourg et PAris. Louis-Napoléon Bonaparte avait en effet tenté un premier coup d'État à Strasbourg en 1836 (raté, il avait été envoyé en exil aux États-Unis pour cela), puis un second à Boulogne-sur-Mer en 1840 (raté, il avait été condamné à perpétuité et enfermé au château de Ham d'où il s'évada). Enfin, après avoir été élu président de la République en 1848, il réussit à Paris le coup d'État du 2 décembre 1851 et rétablit l'Empire. L'ordre chronologique voudrait qu'on dise Straboupa, mais Boustrapa sonne mieux.
Ce sobriquet lui est donné notamment par Victor Hugo (parmi des dizaines de noms d'oiseaux différents) dans les Châtiments, on le retrouve dans la correspondance de Delphine de Girardin avec Hugo, ou encore dans la correspondance de Karl Marx avec Friedrich Engels.